# Bangana elegans
Bangana elegans е вид лъчеперка от семейство Шаранови (Cyprinidae). Видът е почти застрашен от изчезване.

## Разпространение
Разпространен е в Лаос.

## Описание
На дължина достигат до 3,5 cm.